# (16356) Унивбалттех
(16356) Унивбалттех (лат. Univbalttech) — типичный астероид главного пояса, открыт 1 апреля 1976 года советским астрономом Николаем Черных в Крымской астрофизической обсерватории и 9 августа 2006 года назван в честь Балтийского государственного технического университета «Военмех».

## Обнаружение и именование
(16356) Унивбалттех
Открыт 1 апреля 1976 года в Крымской астрофизической обсерватории Н. С. Черных.
Балтийский государственный технический университет России хорошо известен своими научными школами в области ракетно-космической техники, газовой динамики, баллистики и долговечности. Среди его выдающихся выпускников — конструкторы космических систем Д. И. Козлов, В. Ф. Уткин и Г. А. Ефремов, а также космонавты Г. М. Гречко и С. К. Крикалёв.
Оригинальный текст (англ.)16356 Univbalttech
Discovered 1976 Apr. 1 by N. S. Chernykh at the Crimean Astrophysical Observatory.
The Baltic State Technical University of Russia is well known for its scientific schools in missiles and space technology, gas dynamics, ballistics and durability. Among its outstanding graduates are space-system designers D. I. Kozlov, V. F. Utkin and G. A. Efremov and cosmonauts G. M. Grechko and S. K. Krikalev.
Источники: 20060809/MPCPages.arc; M.P.C. 57423.

## Орбита

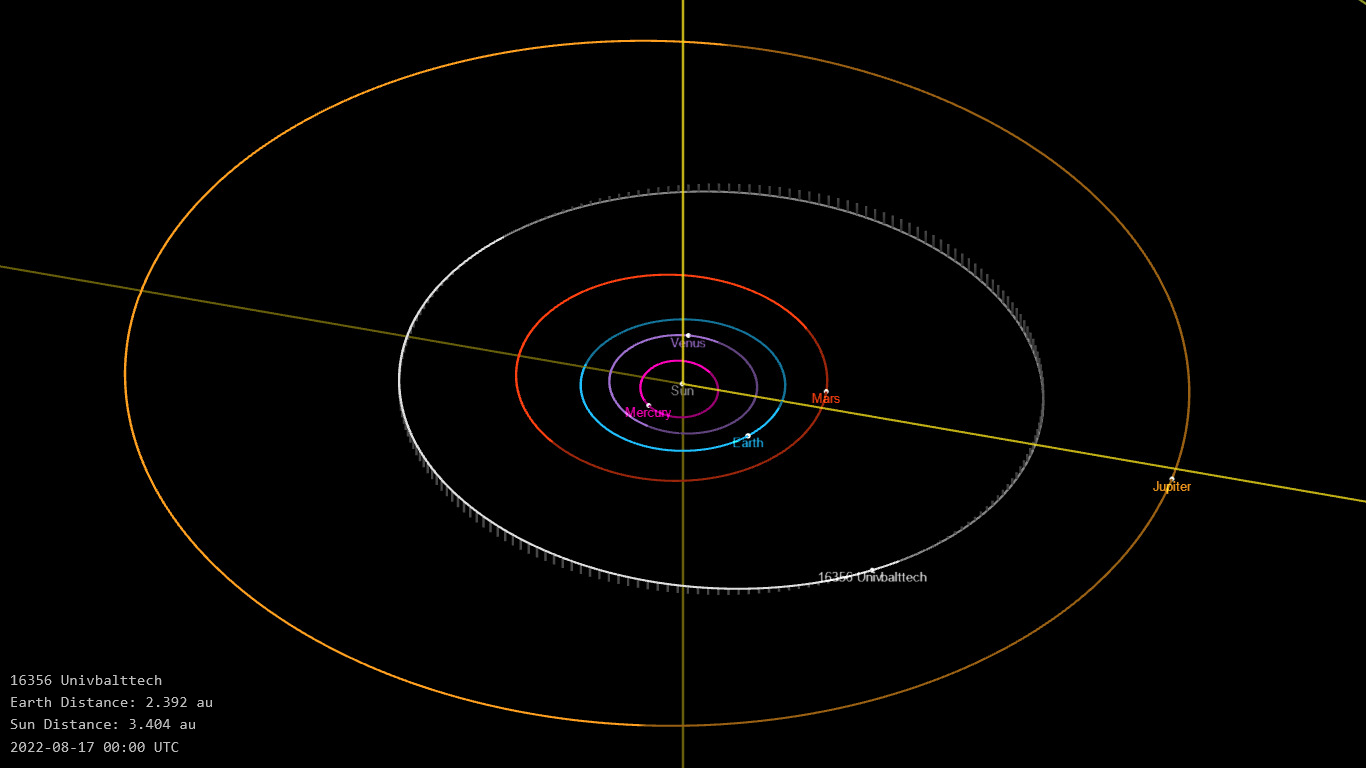
Орбита астероида Унивбалттех и его положение в Солнечной системе

## Физические характеристики
Из наблюдений системы ATLAS следует, что астероид относится к таксономическому классу C.
По результатам наблюдений в видимом и ближнем инфракрасном диапазоне космического телескопа NEOWISE диаметр астероида оценивался равным 14,875±0,146 км, 15,67±3,09 км, 15,2±1,5 км и 13,66±3,64 км. Согласно тем же источникам альбедо оценивается как 0,0464±0,0032, 0,07±0,04, 0,08±0,02, 0,06±0,04 и 0,046±0,003.